# Loch Mohr
Loch Mohr är en sjö i Storbritannien.   Den ligger i kommunen Highland och riksdelen Skottland, i den norra delen av landet, 700 km norr om huvudstaden London. Loch Mohr ligger 201 meter över havet.  Omgivningarna runt Loch Mohr är i huvudsak ett öppet busklandskap.